# 李仙品
李仙品（16世紀—1628年），字守一，號雲卿，陝西西安府高陵縣郭下里人，明朝政治人物。

## 生平
八月初七日生，治诗经。李仙品是萬曆十九年（1591年）辛卯科的陕西鄉試第三十五名舉人，二十三年（1595年）成進士，工部觀政，本年六月獲授山西長治知縣，革除日送樣版絲綢的舊例；陞為揚州江防後減免布商稅金，又緝拿江畔的盜賊。二十六年升直隶揚州府同知，不久他轉為承天知府，其時發生楚宗劫槓案，楚藩宗室朱蘊鉁、朱蘊鍧打死湖廣巡撫趙可懷，他上疏請求用刑正法，朝廷委派他監斬，人民為之稱快，擢為湖廣沔陽道副使時因母親去世回鄉。
服闕後李仙品補任四川川北遵義道副使，適逢有流寇攻打重慶府和成都府，他奉命監軍，並身先士卒，追擊敵軍到納溪，搗破其在永寧的巢穴，斬殺賊首奢崇明，蜀地因此平安。此後他擢任偏沅巡撫，討伐安邦彥獲勝，因病還家時路經承天，當地居民都沿江哭泣。崇禎元年（1628年）去世，五年（1632年）時得賜祭葬，追贈兵部右侍郎。

## 家族
曾祖李蓮。祖李晓。父李陈策，庠生。母雒氏。慈侍下。弟仙侣、仙才、仙德、仙风、仙景。娶墨氏，继杨氏。子李恒、李𢢽。

## 引用
1. 1 2  光緒《高陵縣續志·卷五·人物傳上》：李仙品，字雲鄉，縣郭下里人，萬厯乙未進士。初知長治，舊例於道府縣日送樣綢一疋，力請革除，剔舊弊、除俸羨，擢揚州江防，減冒布商人之稅，嚴緝江賊。知承天府，楚府宗藩毆死巡撫，具疏請旨以正典刑，委授監斬，庶民稱快之，即擢沔陽道，以母憂歸；起補川北遵義道，會有賊猖獗虐屠重慶，蹂躪成都，奉敕監軍親冒矢石，身先士卒追北納溪，搗穴永寧，翦其賊首奢崇明，全蜀奠安。擢湖廣偏沅巡撫，復討安賊獲勝，尋以告疾還家，路經承天，故老士民沿江涕泣，卒之日風雨晦冥，人咸異之。崇禎五年欽賜祭葬，敕贈兵部右侍郎。
2. ↑  光緒《高陵縣續志·卷六·科貢間傳》：（萬曆）辛卯科（舉人）二人 李仙品 見進士
3. ↑  史語所藏鈔本《崇禎長編·卷八》：（崇禎元年丙辰）原任偏沅巡撫都御史李仙品卒。